# Embacang Permai
Embacang Permai is een bestuurslaag in het regentschap Ogan Komering Ilir van de provincie Zuid-Sumatra, Indonesië. Embacang Permai telt 779 inwoners (volkstelling 2010).